# Млади Ахмед
Млади Ахмед (фр. Le Jeune Ahmed) је белгијски драмски филм из 2019. у режији Жан-Пјера и Лика Дардена. Филм приказује младог муслиманског дечака из Белгије који планира да убије своју учитељицу у име своје вере. Изабран је да се такмичи за Златну палму на Филмском фестивалу у Кану 2019. године. У Кану су браћа Дарден добили награду за најбољу режију.

## Заплет
Ахмед, 13-годишњак, планира да убије своју учитељицу, за коју верује да је отпадница након што га је локални имам радикализовао. Ахмед је ухапшен и послат у притвор за малолетнике, где тврди да је реформисан, али наставља да планира убиство учитељице.

## Улоге
- Идир Бен Ади као Ахмед
- Оливије Боно као случајни радник
- Мирјем Акедо као Инес
- Викторија Блак као Луиз
- Клер Бодсон као мајка
- Отман Мумен као имам Јусуф

## Пријем
На веб локацији агрегатора рецензија Rotten Tomatoes, филм има оцену одобравања од 59% на основу 82 рецензије, са просечном оценом 6,5/10. Критички консензус сајта гласи: „Млади Ахмед не представља најразвијеније дело браће Дарден, али солидна глума и друштвено свесна прича помажу да се надокнаде његове мане.“ Metacritic, који користи пондерисани просек, доделио је филму оцену 66 од 100, на основу 21 критичара, што указује на „генерално повољне критике“.